# Macario Gaxiola
Macario Gaxiola är en ort i Mexiko.   Den ligger i kommunen Navolato och delstaten Sinaloa, i den västra delen av landet, 1 100 km nordväst om huvudstaden Mexico City. Macario Gaxiola ligger 9 meter över havet och antalet invånare är 177.
Terrängen runt Macario Gaxiola är mycket platt. Runt Macario Gaxiola är det ganska tätbefolkat, med 155 invånare per kvadratkilometer. Närmaste större samhälle är General Ángel Flores, 9,8 km öster om Macario Gaxiola. Omgivningarna runt Macario Gaxiola är en mosaik av jordbruksmark och naturlig växtlighet.